# Олтон (Юта)
Олтон (англ. Alton) — місто (англ. town) в США, в окрузі Кейн штату Юта. Населення — 119 осіб (2010).

## Географія
Олтон розташований за координатами 37°25′38″ пн. ш. 112°30′36″ зх. д. / 37.42722° пн. ш. 112.51000° зх. д. (37.427128, -112.510115).  За даними Бюро перепису населення США у 2010 році місто мало площу 5,49 км², з яких 5,39 км² — суходіл та 0,10 км² — водойми. У 2017 році площа становила 6,02 км², з яких 5,93 км² — суходіл та 0,10 км² — водойми.

### Клімат
| Клімат : Олтон        | Клімат : Олтон | Клімат : Олтон | Клімат : Олтон | Клімат : Олтон | Клімат : Олтон | Клімат : Олтон | Клімат : Олтон | Клімат : Олтон | Клімат : Олтон | Клімат : Олтон | Клімат : Олтон | Клімат : Олтон | Клімат : Олтон |
| Показник              | Січ.           | Лют.           | Бер.           | Квіт.          | Трав.          | Черв.          | Лип.           | Серп.          | Вер.           | Жовт.          | Лист.          | Груд.          | Рік            |
| Середній максимум, °C | 3,9            | 5,6            | 8,9            | 13,9           | 19,4           | 25,0           | 27,8           | 26,7           | 22,8           | 17,2           | 10,0           | 5,0            | 15,6           |
| Середній мінімум, °C  | −9,4           | −7,8           | −5,6           | −2,2           | 1,7            | 5,6            | 10,0           | 9,4            | 5,6            | 0,6            | −5             | −8,3           | −0,6           |
| Норма опадів, мм      | 48             | 46             | 41             | 28             | 20             | 13             | 36             | 43             | 38             | 38             | 30             | 43             | 424            |
| --------------------- | -------------- | -------------- | -------------- | -------------- | -------------- | -------------- | -------------- | -------------- | -------------- | -------------- | -------------- | -------------- | -------------- |
| Джерело: Weatherbase  |                |                |                |                |                |                |                |                |                |                |                |                |                |

## Демографія
Згідно з переписом 2010 року, у місті мешкало 119 осіб у 39 домогосподарствах у складі 29 родин. Густота населення становила 22 особи/км².  Було 55 помешкань (10/км²).
Расовий склад населення:
| - 89,1 % — білих - 2,5 % — корінних американців - 2,5 % — азіатів - 1,7 % — осіб інших рас |

До двох чи більше рас належало 4,2 %. Частка іспаномовних становила 5,0 % від усіх жителів.
За віковим діапазоном населення розподілялося таким чином: 38,7 % — особи молодші 18 років, 41,1 % — особи у віці 18—64 років, 20,2 % — особи у віці 65 років та старші. Медіана віку мешканця становила 32,8 року. На 100 осіб жіночої статі у місті припадало 80,3 чоловіків;  на 100 жінок у віці від 18 років та старших — 97,3 чоловіків також старших 18 років.
Середній дохід на одне домашнє господарство  становив 56 839 доларів США (медіана — 58 000), а середній дохід на одну сім'ю — 71 974 долари (медіана — 62 083). За межею бідності перебувало 27,3 % осіб, у тому числі 48,5 % дітей у віці до 18 років та 0,0 % осіб у віці 65 років та старших.
Цивільне працевлаштоване населення становило 28 осіб. Основні галузі зайнятості: сільське господарство, лісництво, риболовля — 35,7 %, оптова торгівля — 28,6 %, освіта, охорона здоров'я та соціальна допомога — 21,4 %.